# Lista de deputados estaduais de São Paulo da 17.ª legislatura
Esta é a lista de deputados estaduais de São Paulo para a legislatura 2011–2015.
Este artigo inclui duas listas, uma com os 94 deputados estaduais de São Paulo eleitos nas eleições gerais brasileiras de 2010 e outra que inclui os 16 suplentes que tomaram posse do cargo posteriormente.

## Composição das bancadas
| Partido | Líder                 | Bancada | Posição      |
| ------- | --------------------- | ------- | ------------ |
| PSDB    | Fernando Capez        | 24 / 94 | Governo      |
| PT      | Edinho Silva          | 24 / 94 | Oposição     |
| PV      | Marcos Neves          | 9 / 94  | Governo      |
| DEM     | Milton Leite Filho    | 8 / 94  | Governo      |
| PPS     | Alex Manente          | 4 / 94  | Governo      |
| PTB     | Campos Machado        | 4 / 94  | Governo      |
| PSB     | Orlando Bolçone       | 4 / 94  | Governo      |
| PMDB    | Itamar Borges         | 3 / 94  | Governo      |
| PSD     | José Bittencourt      | 3 / 94  | Independente |
| PSC     | Adilson Rossi         | 2 / 94  | Governo      |
| PRB     | Gilmaci Santos        | 2 / 94  | Governo      |
| PCdoB   | Pedro Bigardi         | 2 / 94  | Oposição     |
| PDT     | Rafael Silva          | 2 / 94  | Independente |
| PR      | André do Prado        | 1 / 94  | Independente |
| PP      | Antônio Salim Curiati | 1 / 94  | Independente |
| PSOL    | Carlos Giannazi       | 1 / 94  | Oposição     |

## Deputados Estaduais
| Deputado estadual           | Partido                                              | Votos   | Área de atuação                                                                                        | Base eleitoral | Observações                                                                                      |
| --------------------------- | ---------------------------------------------------- | ------- | --- | --- | ------------------------------------------------------------------------------------------------ |
| Adilson Rossi               | Partido Social Cristão (PSC)                         | 64.646  | Saúde Projetos sociais Educação                                                                        | Vale do Paraíba Capital Grande São Paulo Região Metropolitana de Campinas                                                                           |                                                                                                  |
| Adriano Diogo               | Partido dos Trabalhadores (PT)                       | 77.924  | Moradia Meio ambiente Movimentos pupulares Direitos humanos Segurança                                  | Capital |                                                                                                  |
| Afonso Lobato               | Partido Verde (PV)                                   | 87.674  | Saúde Meio ambiente Infraestrutura Promoção social                                                     | Taubaté |                                                                                                  |
| Aldo Demarchi               | Democratas (DEM)                                     | 86.672  | | Rio Claro e região |                                                                                                  |
| Alencar Santana Braga       | Partido dos Trabalhadores (PT)                       | 154.272 | | Guarulhos |                                                                                                  |
| Alex Manente                | Partido Popular Socialista (PPS)                     | 114.714 | Defesa dos direitos do consumidor Meio Ambiente Saúde                                                  | ABC | Substituído para tomar posse como deputado federal                                               |
| Ana do Carmo                | Partido dos Trabalhadores (PT)                       | 80.452  | Movimentos populares                                                                                   | Mauá Ribeirão Pires Rio Grande da Serra ABC Diadema                                                                                                 |                                                                                                  |
| Ana Perugini                | Partido dos Trabalhadores (PT)                       | 115.342 | Mulher Terceiro setor Saúde Segurança Meio ambiente Saneamento                                         | Hortolândia Interior Região Metropolitana de Campinas                                                                                               | Substituído para tomar posse como deputado federal                                               |
| Analice Fernandes           | Partido da Social Democracia Brasileira (PSDB)       | 125.116 | | Taboão da Serra |                                                                                                  |
| André do Prado              | Partido da República (PR)                            | 86.346  | Infraestrutura Educação Saúde                                                                          | Vale do Paraíba Grande São Paulo Vale do Ribeira |                                                                                                  |
| André Soares                | Democratas (DEM)                                     | 136.919 | Defesa dos direitos do consumidor Constituição e justiça Segurança Pública                             | Estado de São Paulo |                                                                                                  |
| Antonio Mentor              | Partido dos trabalhadores (PT)                       | 94.174  | Desenvolvimento sustentável Transportes Cidadania Democratização do estado                             | Região Mogiana Capital Americana Região Metropolitana de Campinas                                                                                   |                                                                                                  |
| Antonio Salim Curiati       | Partido Progressista (PP)                            | 57.727  | Saúde Social                                                                                           | Capital e região |                                                                                                  |
| Ary Fossen                  | Partido da Social Democracia Brasileira (PSDB)       | 76.406  | | Jundiaí e região |                                                                                                  |
| Baleia Rossi                | Partido do Movimento Democrático Brasileiro (PSDB)   | 176.787 | Saúde Geração de empregos                                                                              | Ribeirão Preto e região | Substituído para tomar posse como deputado federal                                               |
| Barros Munhoz               | Partido da Social Democracia Brasileira (PSDB)       | 183.859 | Agricultura Assuntos jurídicos                                                                         | Itapira e Capital |                                                                                                  |
| Bruno Covas                 | Partido da Social Democracia Brasileira (PSDB)       | 239.150 | Direitos humanos Juventude Finanças públicas                                                           | Capital Baixada Santista | Substituído para tomar posse como deputado federal                                               |
| Campos Machado              | Partido Trabalhista Brasileiro (PTB)                 | 214.519 | Justiça                                                                                                | Capital Interior |                                                                                                  |
| Carlos Bezerra Júnior       | Partido da Social Democracia Brasileira (PSDB)       | 107.837 | Direitos humanos Saúde Criança e adolescente Desenvolvimento social Meio ambiente                      | Capital |                                                                                                  |
| Carlos Cezar                | Partido Socialista Brasileiro (PSB)                  | 67.189  | Segurança Educação Saúde Social                                                                        | Sorocaba e região |                                                                                                  |
| Carlos Giannazi             | Partido Socialismo e Liberdade (PSOL)                | 100.808 | Funcionalismo público Educação Cidadania Cultura                                                       | Capital e Interior |                                                                                                  |
| Carlos Grana                | Partido dos Trabalhadores                            | 126.973 | | | Substituído para assumir a prefeitura de Santo André                                             |
| Carlão Pignatari            | Partido da Social Democracia Brasileira (PSDB)       | 70.337  | Social Educação Saúde Transportes                                                                      | Votuporanga Região noroeste do estado |                                                                                                  |
| Cauê Macris                 | Partido da Social Democracia Brasileira (PSDB)       | 66.412  | Terceira idade Segurança Defesa dos animais Educação Meio ambiente                                     | Americana Região Administrativa de Campinas |                                                                                                  |
| Célia Leão                  | Partido da Social Democracia Brasileira (PSDB)       | 93.318  | Deficientes Saúde da mulher Educação                                                                   | Campinas e região |                                                                                                  |
| Celino Cardoso              | Partido da Social Democracia Brasileira (PSDB)       | 123.667 | Educação Saúde Saneamento básico Segurança                                                             | São Paulo (Freguesia do Ó, Brasilândia, Pirituba, Perus) Franco da Rocha Francisco Morato Mairiporã Caieiras Brotas Iracemápolis São Paulo e região |                                                                                                  |
| Celso Giglio                | Partido da Social Democracia Brasileira (PSDB)       | 91.289  | Medicina Saúde                                                                                         | Osasco |                                                                                                  |
| Chico Sardelli              | Partido Verde (PV)                                   | 68.721  | Segurança pública Esportes Promoção social Meio ambiente                                               | Americana |                                                                                                  |
| Davi Zaia                   | Partido Popular Socialista (PPS)                     | 68.658  | Bancários                                                                                              | Capital Campinas e região |                                                                                                  |
| Donisete Braga              | Partido dos Trabalhadores (PT)                       | 105.436 | | | Substituído para assumir a prefeitura de Mauá                                                    |
| Dilmo dos Santos            | Partido Verde (PV)                                   | 90.909  | Direitos humanos Criança e adolescente Desenvolvimento social Saúde Meio ambiente Educação             | Piracicaba |                                                                                                  |
| Ed Thomas                   | Partido Socialista Brasileiro (PSB)                  | 57.853  | Social Educação Saúde Segurança                                                                        | Presidente Prudente e região |                                                                                                  |
| Edinho Silva                | Partido dos Trabalhadores (PT)                       | 184.397 | Direitos humanos Saúde Esportes Educação Segurança pública                                             | Araraquara e região |                                                                                                  |
| Edmir Chedid                | Democratas (DEM)                                     | 104.602 | Transportes Comunicação Educação                                                                       | Região Bragantina e do Circuito das Águas |                                                                                                  |
| Edson Ferrarini             | Partido Trabalhista Brasileiro (PTB)                 | 90.466  | Prevenção de drogas Polícia militar                                                                    | Capital Interior |                                                                                                  |
| Edson Giriboni              | Partido Verde (PV)                                   | 93.123  | Engenharia Administração de empresas                                                                   | Itapetininga Região sudeste do estado Bacia Hidrográfica do Alto de Parnapanema                                                                     |                                                                                                  |
| Ênio Tatto                  | Partido dos Trabalhadores (PT)                       | 161.170 | Educação Meio ambiente Direitos da cidadania                                                           | Capital |                                                                                                  |
| Estevam Galvão              | Democratas (DEM)                                     | 101.883 | Gestão pública                                                                                         | Capital Suzano |                                                                                                  |
| Feliciano Filho             | Partido Verde (PV)                                   | 137.573 | Defesa animal                                                                                          | Campinas e região |                                                                                                  |
| Fernando Capez              | Partido da Social Democracia Brasileira (PSDB)       | 214.592 | Educação Saúde Segurança pública                                                                       | Grande São Paulo e interior |                                                                                                  |
| Geraldo Cruz                | Partido dos Trabalhadores (PT)                       | 131.206 | Educação Saúde Segurança pública                                                                       | Embu das Artes Região Sudoeste da Grande São Paulo                                                                                                  |                                                                                                  |
| Geraldo Vinholi             | Partido da Social Democracia Brasileira (PSDB)       | 62.580  | | | Substituído para assumir a prefeitura de Catanduva                                               |
| Gerson Bittencourt          | Partido dos Trabalhadores (PT)                       | 89.920  | Transportes Meio Ambiente Agricultura Familiar Saúde Mobilidade Urbana Habitação                       | Campinas e região |                                                                                                  |
| Gil Arantes                 | Democratas (DEM)                                     | 145.128 | | | Substituído para assumir a prefeitura de Barueri                                                 |
| Gilmaci Santos              | Partido Republicano Brasileiro (PRB)                 | 96.976  | Juventude Assistência social                                                                           | São Paulo e região |                                                                                                  |
| Gilson de Souza             | Democratas (DEM)                                     | 77.664  | Geração de Empregos Saúde Agricultura Indústria de Calçados Esportes                                   | Franca |                                                                                                  |
| Hamilton Pereira            | Partido dos Trabalhadores (PT)                       | 80.963  | | Predominantemente regiões de Sorocaba e Itapeva |                                                                                                  |
| Hélio Nishimoto             | Partido da Social Democracia Brasileira (PSDB)       | 78.906  | Saúde Esportes Segurança pública Social Transportes Educação Cooperativismo                            | São José dos Campos |                                                                                                  |
| Heroilma Tavares            | Partido Trabalhista Brasileiro (PTB)                 | 80.819  | Promoção social Educação                                                                               | Itaquaquecetuba Alto Tietê |                                                                                                  |
| Isac Reis                   | Partido dos Trabalhadores (PT)                       | 100.638 | Habitação Direitos humanos                                                                             | Carapicuíba |                                                                                                  |
| Itamar Borges               | Partido do Movimento Democrático Brasileiro (PMDB)   | 79.195  | Desenvolvimento Regional Empreendedorismo Segurança Agricultura Meio ambiente Saúde Economia           | Araçatuba e região Região de São José do Rio Preto                                                                                                  |                                                                                                  |
| João Paulo Rillo            | Partido dos Trabalhadores (PT)                       | 111.822 | Educação Cultura                                                                                       | São José do Rio Preto |                                                                                                  |
| João Antônio                | Partido dos Trabalhadores (PT)                       | 110.684 | | | Substituído para assumir a secretaria de Relações Governamentais                                 |
| Jooji Hato                  | Partido do Movimento Democrático Brasileiro (PMDB)   | 83.855  | Saúde                                                                                                  | Capital |                                                                                                  |
| Jorge Caruso                | Partido do Movimento Democrático Brasileiro (PMDB)   | 94.894  | Segurança pública Educação Assistência social Meio ambiente                                            | Interior Zona Sul da Capital |                                                                                                  |
| José Bittencourt            | Partido Social Democrático (PSD)                     | 58.954  | Justiça Meio ambiente Defesa dos direitos do consumidor                                                | ABCDMRR Grande São Paulo Santo André |                                                                                                  |
| José de Souza Cândido       | Partido dos Trabalhadores (PT)                       | 68.202  | | | Substituído, pois morreu no dia 12 de fevereiro de 2012.                                         |
| Leci Brandão                | Partido Comunista do Brasil (PCdoB)                  | 86.298  | Igualdade racial Inclusão social Políticas culturais, sociais e educativas                             | |                                                                                                  |
| Luiz Carlos Gondim Teixeira | Partido Popular Socialista (PPS)/ Solidariedade (SD) | 104.663 | Educação Saúde da mulher                                                                               | Mogi das Cruzes e região |                                                                                                  |
| Luiz Cláudio Marcolino      | Partido dos Trabalhadores (PT)                       | 96.594  | Educação Habitação                                                                                     | Capital Grande São Paulo |                                                                                                  |
| Luiz Moura                  | Partido dos Trabalhadores (PT)                       | 104.705 | Transportes Esportes Movimentos sociais                                                                | Zona Leste da Capital Grande São Paulo |                                                                                                  |
| Marco Aurélio de Souza      | Partido dos Trabalhadores (PT)                       | 69.485  | Planejamento Banco do Brasil Desenvolvimento regional Mobilidade Deficientes Educação Direitos humanos | Vale do Paraíbe Jacareí |                                                                                                  |
| Marcos Martins              | Partido dos Trabalhadores (PT)                       | 80.131  | Sindicalismo Bancários Administração de empresas                                                       | Osasco |                                                                                                  |
| Marcos Neves                | Partido Verde (PV)                                   | 54.759  | Educação Habitação                                                                                     | Carapicuíba Região Oeste da Grande São Paulo |                                                                                                  |
| Marcos Zerbini              | Partido da Social Democracia Brasileira (PSDB)       | 85.678  | Movimentos populares Educação Saúde Habitação                                                          | Zona Norte e Oeste da Capital Grande São Paulo |                                                                                                  |
| Maria Lúcia Amary           | Partido da Social Democracia Brasileira (PSDB)       | 67.804  | Desenvolvimento regional Educação Rede de proteção social Saúde Segurança pública                      | Região Sudoeste do Estado Sorocaba |                                                                                                  |
| Mauro Bragato               | Partido da Social Democracia Brasileira (PSDB)       | 123.283 | Desenvolvimento regional Educação Saúde Habitação                                                      | Presidente Prudente e região |                                                                                                  |
| Milton Leite Filho          | Democratas (DEM)                                     | 106.538 | Administração de empresas Assuntos jurídicos                                                           | Capital |                                                                                                  |
| Milton Vieira               | Partido Social Democrático (PSD)                     | 71.523  | Direitos do consumidor Esportes Saúde Social                                                           | Região Metropolitana de São Paulo Alto Tietê Vale do Paraíba São José dos Campos                                                                    |                                                                                                  |
| Olímpio Gomes               | Partido Democrático Trabalhista (PDT)                | 135.409 | Educação física Comunicação Segurança pública Assuntos jurídicos                                       | Capital | Substituído para tomar posse como deputado federal                                               |
| Orlando Bolçone             | Partido Socialista Brasileiro (PSB)                  | 31.274  | Economia Educação Meio Ambiente Planejamento Saúde Segurança Transportes                               | São José do Rio Preto | Perdeu a vaga para Luciano Batista assumir o cargo                                               |
| Orlando Morando             | Partido da Social Democracia Brasileira (PSDB)       | 138.630 | Educação Transporte Política social                                                                    | Grande ABC |                                                                                                  |
| Paulo Alexandre Barbosa     | Partido da Social Democracia Brasileira (PSDB)       | 215.061 | | | Substituído para assumir a prefeitura de Santos                                                  |
| Pedro Bigardi               | Partido Comunista do Brasil (PCdoB)                  | 67.758  | | | Substituído por decisão judicial Posteriormente substituído para assumir a prefeitura de Jundiaí |
| Pedro Tobias                | Partido da Social Democracia Brasileira (PSDB)       | 198.379 | Saúde                                                                                                  | Bauru e região |                                                                                                  |
| Rafael Silva                | Partido Democrático Trabalhista (PDT)                | 97.183  | Deficientes Banco do Brasil                                                                            | Ribeirão Preto e região |                                                                                                  |
| Reinaldo Alguz              | Partido Verde (PV)                                   | 78.964  | Social Saúde Meio ambiente                                                                             | Alta Paulista |                                                                                                  |
| Rita Passos                 | Partido Social Democrático (PSD)                     | 154.351 | Área social Terceira idade                                                                             | Itu e região |                                                                                                  |
| Roberto Engler              | Partido da Social Democracia Brasileira (PSDB)       | 95.279  | Educação Saúde Cultura Desenvolvimento social                                                          | Franca e região |                                                                                                  |
| Roberto Tricoli             | Partido Verde (PV)                                   | 42.713  | Urbanismo Meio ambiente Desenvolvimento sustentável                                                    | Atibaia e região Circuito das águas |                                                                                                  |
| Roberto Massafera           | Partido da Social Democracia Brasileira (PSDB)       | 81.380  | Gestão pública                                                                                         | Araraquara e São Carlos |                                                                                                  |
| Roberto Morais              | Partido Popular Socialista (PPS)                     | 107.145 | Social                                                                                                 | Capital Piracicaba e região |                                                                                                  |
| Rodrigo Moraes              | Partido Social Cristão (PSC)                         | 124.278 | Educação Saúde Família Trabalho Segurança                                                              | Sudoeste Paulista Itu Campinas e região Capital Sorocaba e região                                                                                   |                                                                                                  |
| Rogério Nogueira            | Democratas (DEM)                                     | 86.985  | Saúde Educação Esportes Transportes                                                                    | Indaiatuba |                                                                                                  |
| Roque Barbiere              | Partido Trabalhista Brasileiro (PTB)                 | 84.012  | Educação Saúde Saúde da mulher Segurança pública                                                       | Região Noroeste do Estado |                                                                                                  |
| Rui Falcão                  | Partido dos Trabalhadores (PT)                       | 174.691 | Gestão pública                                                                                         | Capital |                                                                                                  |
| Samuel Moreira              | Partido da Social Democracia Brasileira (PSDB)       | 130.865 | Administração pública Mineração Meio ambiente                                                          | Vale do Ribeira Capital Litoral Sul | Substituído para tomar posse como deputado federal                                               |
| Sebastião Santos            | Partido Republicano Brasileiro (PRB)                 | 73.805  | Piscicultura Agricultura familiar Direitos humanos                                                     | Barretos |                                                                                                  |
| Simão Pedro                 | Partido dos Trabalhadores (PT)                       | 118.453 | | | Substituído para assumir a secretaria de Serviços                                                |
| Telma de Souza              | Partido dos Trabalhadores (PT)                       | 90.361  | Saúde Infraestrutura portuária Educação                                                                | Baixada Santista Santos |                                                                                                  |
| Ulysses Tassinari           | Partido Verde (PV)                                   | 41.623  | Saúde                                                                                                  | Sudoeste paulista |                                                                                                  |
| Vinícius Camarinha          | Partido Socialista Brasileiro (PSB)                  | 97.028  | | | Substituído para assumir a prefeitura de Marília                                                 |
| Welson Gasparini            | Partido da Social Democracia Brasileira (PSDB)       | 62.679  | Desenvolvimento regional                                                                               | Ribeirão Preto |                                                                                                  |
| Zico Prado                  | Partido dos Trabalhadores (PT)                       | 71.502  | Sindical Agricultura Movimentos sociais Transportes                                                    | Zona Leste da Capital |                                                                                                  |

## Suplentes que tomaram posse como deputado estadual
| Deputado                          | Partido                                            | Área de atuação | Base eleitoral | Data de posse                                            |
| --------------------------------- | -------------------------------------------------- | --- | --- | -------------------------------------------------------- |
| Alcides Amazonas                  | Partido Comunista do Brasil (PCdoB)                | Energia Meio ambiente Mobilidade urbana Transportes | Capital | 3 de janeiro de 2013                                     |
| Alexandre da Farmácia             | Partido Progressista (PP)                          | Comércio | Estado de São Paulo | 3 de janeiro de 2013                                     |
| Beth Sahão                        | Partido dos Trabalhadores (PT)                     | Social Obras e serviços públicos Agricultura e pecuária Criança e adolescente Gênero e raça | Catanduva São José do Rio Preto e região Presidente Prudente e região Bauru e região Ribeirão Preto e região Capital Região Metropolitana de São Paulo | 15 de fevereiro de 2012                                  |
| Antonio de Sousa Ramalho          | Partido da Social Democracia Brasileira (PSDB)     | Política sindical | Capital | 3 de janeiro de 2013                                     |
| Carlos Neder                      | Partido dos Trabalhadores (PT)                     | Educação Ciência e tecnologia Criança e adolescente Saúde Desenvolvimento sustentável Economia solidária Funcionalismo público Informação, fiscalização e controle Democratização do parlamento | Grande São Paulo Capital | 1ª vez: 29 de julho de 2010 2ª vez: 3 de janeiro de 2013 |
| Constância Felix                  | Partido Democrático Trabalhista (PDT)              | | Limeira | 1 de fevereiro de 2015                                   |
| Dilador Borges                    | Partido da Social Democracia Brasileira (PSDB)     | Desenvolvimento regional Agricultura Educação Esportes Meio ambiente Políticas antidrogas Saúde Segurança pública                                                                               | Araçatuba e região Adamantina e região Andradina e região                                                                                              | 1 de fevereiro de 2015                                   |
| Francisco de Assis Pereira Campos | Partido dos Trabalhadores (PT)                     | Desenvolvimento social Educação Movimentos sociais | Sumaré Região Metropolitana de Campinas Piracicaba Grande São Paulo                                                                                    | 3 de janeiro de 2013                                     |
| Leandro Scornavacca               | Partido Social Democrático (PSD)                   | Defesa da Família, da Criança, da Cultura e do Esporte | | 3 de janeiro de 2013                                     |
| Luciano Batista                   | Partido Trabalhista Brasileiro (PTB)               | Esportes | Baixada Santista | 17 de julho de 2012                                      |
| Osvaldo Verginio                  | Partido Social Democrático (PSD)                   | Política urbana Social Segurança pública | Osasco | 3 de janeiro de 2013                                     |
| Roberto Felicio                   | Partido dos Trabalhadores (PT)                     | Educação Funcionalismo público | Estado de São Paulo | 1 de fevereiro de 2015                                   |
| Sarah Munhoz                      | Partido Comunista do Brasil (PCdoB)                | Enfermagem Saúde | Capital | 18 de março de 2014                                      |
| Uebe Rezeck                       | Partido do Movimento Democrático Brasileiro (PMDB) | Gestão pública Saúde | Barretos e região | 1 de fevereiro de 2015                                   |
| Ulisses Sales                     | Partido Social Democrático (PSD)                   | | Capital e São Carlos | 1 de fevereiro de 2015                                   |
| Vitor Sapienza                    | Partido Popular Socialista (PPS)                   | Fiscalização e renda | Capital | 1 de fevereiro de 2015                                   |